# حرب البترول لن تقع (فلم)
حرب البترول لن تقع فيلم مغربي إنتاج سنة 1974 للمخرج سهيل بنبركة من بطولة: حسن جنوبي، كلود جيرو، جورجيو أرديسون، فيليب ليوتار، دافيد مرخام، جان لوى يوري، ساشا بيتوف

## القصة
في بلد عربي ينتج البترول، يعقد اتفاقا مع الامريكيين، هناك مهندس شاب يكتشف ان هذا الاتفاق لصالح الامريكيين فقط. وان وزير بترول بلاده قد أخذ مبلغا كبيرا مقابل هذا الاتفاق. يصبح المهندس وزيرا، ويحاول ان يبحث عن سبب فقر بلاده رغم انها من اغنى دول العالم. ويدرك ان ذلك بسبب وقوع البلاد تحت سطوة الاقتصاد الاجنبي. وحروب رؤوس الاموال الوطنية عبر الحدود، والاستثمارات المكثفة في الصناعات الغربية. يتعرف على مشاكل الشعب. ومع هذا تتم اذانته بالسجن غشرين عاما. وفي يوم محاكمته تقوم مظاهرات شعبية لمناصرته.نص الصفحة.

## روابط خارجية
- حرب البترول لن تقع على موقع IMDb (الإنجليزية)
- حرب البترول لن تقع على موقع ألو سيني (الفرنسية)
- حرب البترول لن تقع على موقع قاعدة بيانات الفيلم (الإنجليزية)
- حرب البترول لن تقع على موقع ليتربوكسد (الإنجليزية)
- حرب البترول لن تقع على موقع كينوبويسك (الروسية)